# Temple de Karaikal Ammaiyar
Le Temple de Karikal Amméar, ou de Karaikal Ammaiyar, ou bien Temple de la Ammaiyar de Karaikal, c'est-à-dire Temple de la Vénérable mère de Karaikal, est un temple hindou dédié à la sainte shivaïte Pounidavady (Punithavathi), situé en plein de cœur de Karikal, en Inde. Ce temple est connu pour célébrer entre les mois de Juin et Juillet la fête de Mangani,.

## Histoire
Le temple actuel a été construit par Malaiperumal Pillai en 1929, en l'honneur de Karaikal Ammaiyar, née Punithavathi, qui est une des soixante-trois nayanmars, les grands saints-poètes du Shivaïsme tamoul. Un sanctuaire de dimension plus modeste a existé auparavant, au moins depuis le XIIe siècle, et fut démantelé entre 1927 et 1929 pour laisser place au bâtiment actuel.
Karaikal Ammaiyar serait parmi les plus anciens nayanmars, dont la vie et les écrits sont datés à la fin du Ve siècle et au VIe siècle,. Elle a composé cent-quarante-trois poèmes, qui figurent dans le onzième volume du Tirumurai, un recueil d'hymnes et de poèmes important dans la liturgie shivaïte.
La Amméar est mentionnée dans les écrits du nayanar Sundarar au VIIIe siècle. Nambiyandar Nambi, érudit shivaïte compilateur du Tevaram, en donne également une hagiographie au XIe siècle. Cependant, c'est l'hagiographie faite par Sekizhar, au XIIe siècle, dans son Periyapuranam, qui est la plus détaillée à son sujet.   

## Légende
Karikal Amméar, de son nom de naissance Pounidavady, est née de Dhanathathanar, dans une communauté de marchands connue sous le nom de Chettiars,,, d'après certains parmi les Nattukottai Chettiars,. Elle était une fervente adepte de Shiva depuis son enfance.
Punithavathi était mariée à Parama Dutta, commerçant originaire de la ville de Nagapattinam. Un jour, ce dernier s'était procuré deux mangues en ville, qu'il fit envoyer chez lui par un intermédiaire (certaines versions racontent que c'est le seigneur Shiva lui-même qui fit parvenir ces deux mangues à Paramadutta par l'intermédiaire d'un dévot). Punithavathi, qui les reçus, fut plus tard sollicitée par un mendiant qui errait dans le voisinage. Elle l'accueillit et fit hospitalité en lui servant un repas de riz et une des mangues que son mari lui avait envoyé. Elle était heureuse de lui offrir une mangue à ce mendiant. C'était le Seigneur Shiva qui s'était rendu chez Punithavati demander l'aumône, sous la forme de Bhikshatana. 
Quand Paramadutta fut rentré pour le déjeuner, Punithavati lui servi la dernière mangue qui lui restait. Paramadutta n'ayant pas atteint pleine satiété, réclama à sa femme l'autre mangue. Punithavati se trouvait face à un dilemme et supplia le Seigneur Shiva de l'aider. Une mangue apparut alors de ses mains (certaines versions racontent que la mangue lui serait tombée du ciel, à ses pieds) et elle alla la servir à son mari. La deuxième mangue, plus sucrée que la première, éveilla des soupçons à l'époux, qui enquit sa femme sur ce qui s'était passé. Elle lui dit la vérité, mais dubitatif, il lui demanda d'en obtenir une autre par le Seigneur Shiva. Elle pria et à la surprise de Paramadutta, un fruit apparu sur la main de Punitavati. Paramadutta comprit que Punitavati était divine et qu'il ne pouvait pas être un mari pour elle. Il décida de se séparer d'elle, et parti s'installer du jour au lendemain au pays Pandya, où il s'y remaria avec une autre femme et eut une enfant qu'il nomma d'après son ancienne compagne, Punithavati,.
Punithavati chercha cependant son mari Paramadutta pour le rappeler à elle. Ayant eu vent de la nouvelle vie de celui-ci, elle se rendit à son nouveau foyer avec des proches. Son ancien mari, les accueillit et honora tout particulièrement sa femme telle une divinité, mais confirma qu'il ne la désire plus comme épouse. Punithavati pria Shiva de lui accorder une apparence affreuse, laide, émaciée (de devenir une pey, une goule, d'après Sundarar) et perdre ainsi sa beauté. Après quoi, elle partit en pèlerinage au Mont Kailash, où par respect à la sainteté des lieux, elle décida de se déplacer sur ses mains (certaines versions racontent que Pounidavady se déplaça aussi sur sa tête) au lieu de les fouler avec ses pieds. Demeure de Shiva, ce dernier vint la recevoir en l'appelant Ammé (Mère), Amméar lui demanda d'être toujours à ces pieds, lorsque celui-ci effectue la danse cosmique. Ce qu'il accorda en renvoyant Pounidavady au temple de Thiruvalangadu (district de Thiruvallur, dans le nord du Tamil Nadu), un des cinq grands temples de Nataraja, où cette dernière eu accès à ce darshan et y passa le restant de ces jours,.

## Culte et Célébrations
Le Temple de Karaikal Ammaiyar est un lieu de culte shivaïte. On y honore la sainte Punithavati dans un sanctuaire dédié, mais le temple rend également culte à Somanathar (Shiva) et à Somanayaki (Parvati), et dispose d'un sanctuaire pour Vinayaka (Ganesh).
La fête de Mangani ou fête des mangues (connue sous le nom de Mangani Festival en anglais) est une fête rituelle observée selon le calendrier tamoul, durant le mois d’Aani (juin-juillet), le Seigneur Shiva vient en procession en Bikshadana avec son bol de mendicité, lorsque les dévots lancent des mangues, généralement depuis leurs balcons. Mangani est la plus importante des fêtes que connaît le temple et la ville de Karikal, ses célébrations s'étendent sur trois jours, et sont organisés depuis au moins 1890. 
En raison de la pandémie du COVID-19, les célébrations de la fête de Mangani n'ont pas pu se tenir durant deux ans (2020, 2021). L'édition de 2022 s'est déroulé avec des renforcements de contrôles sanitaires, à la suite de l'émergence d'une nouvelle vague de contaminations au COVID-19 et de cas de choléra.  
Le mois de Panguni (mars-avril) est l'occasion d'une autre célébration, le Guru Puja (Guru Pujai) de la Amméar, qui a lieu le jour de Panguni Swathi,.

## Galerie

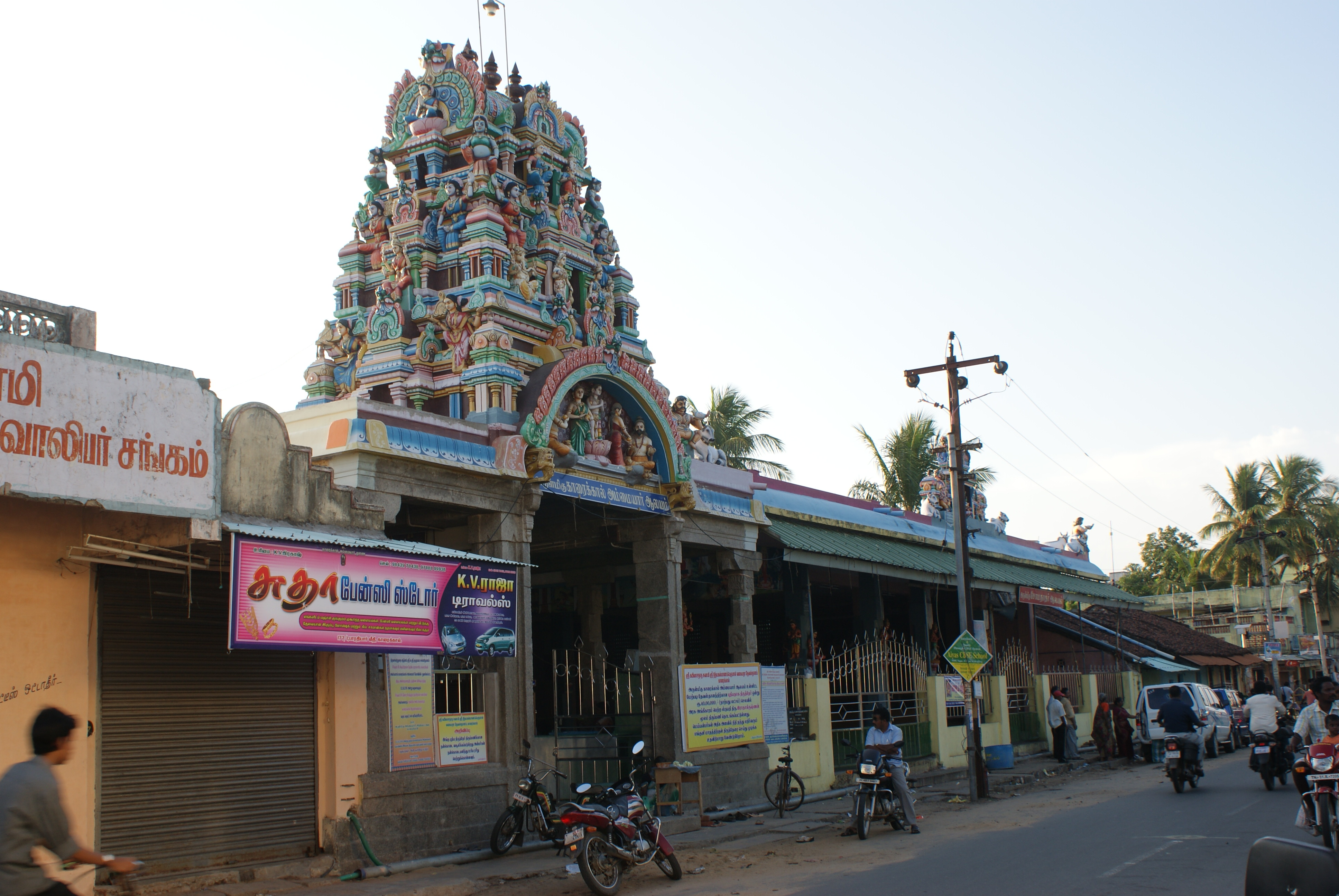
Façade extérieure du temple d'Ammaiyar
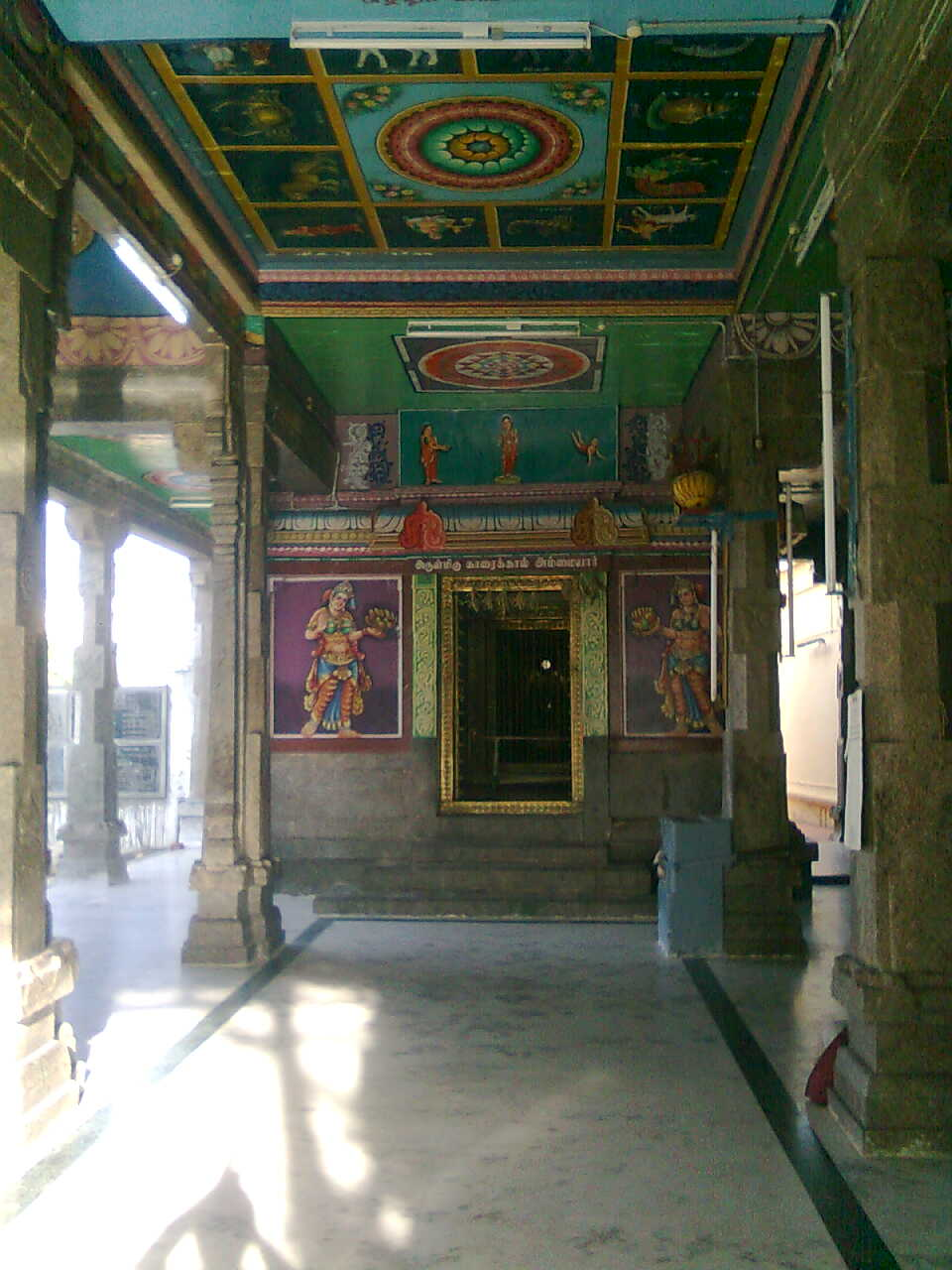
Vue intérieure du temple
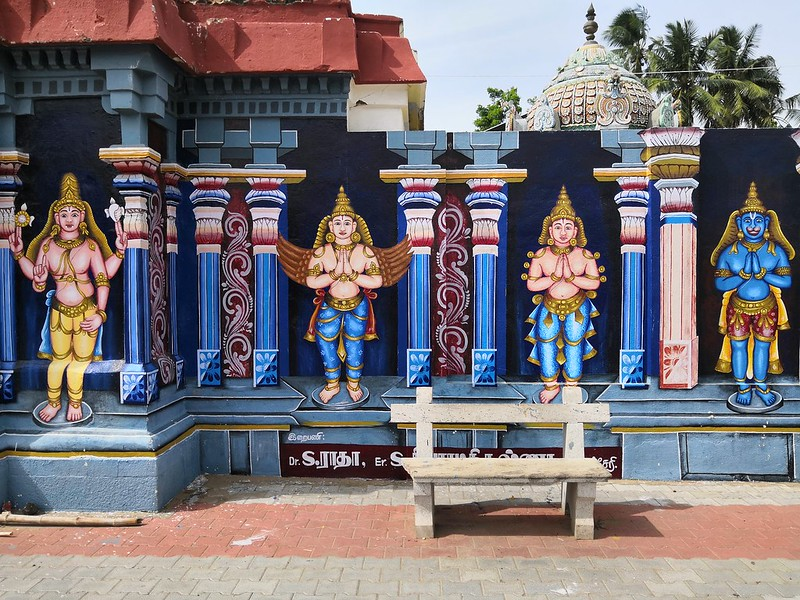
Des peintures murales d'inspiration vishnouïte, sur le mur mitoyen avec le temple voisin de Nitya Kalyana Perumal
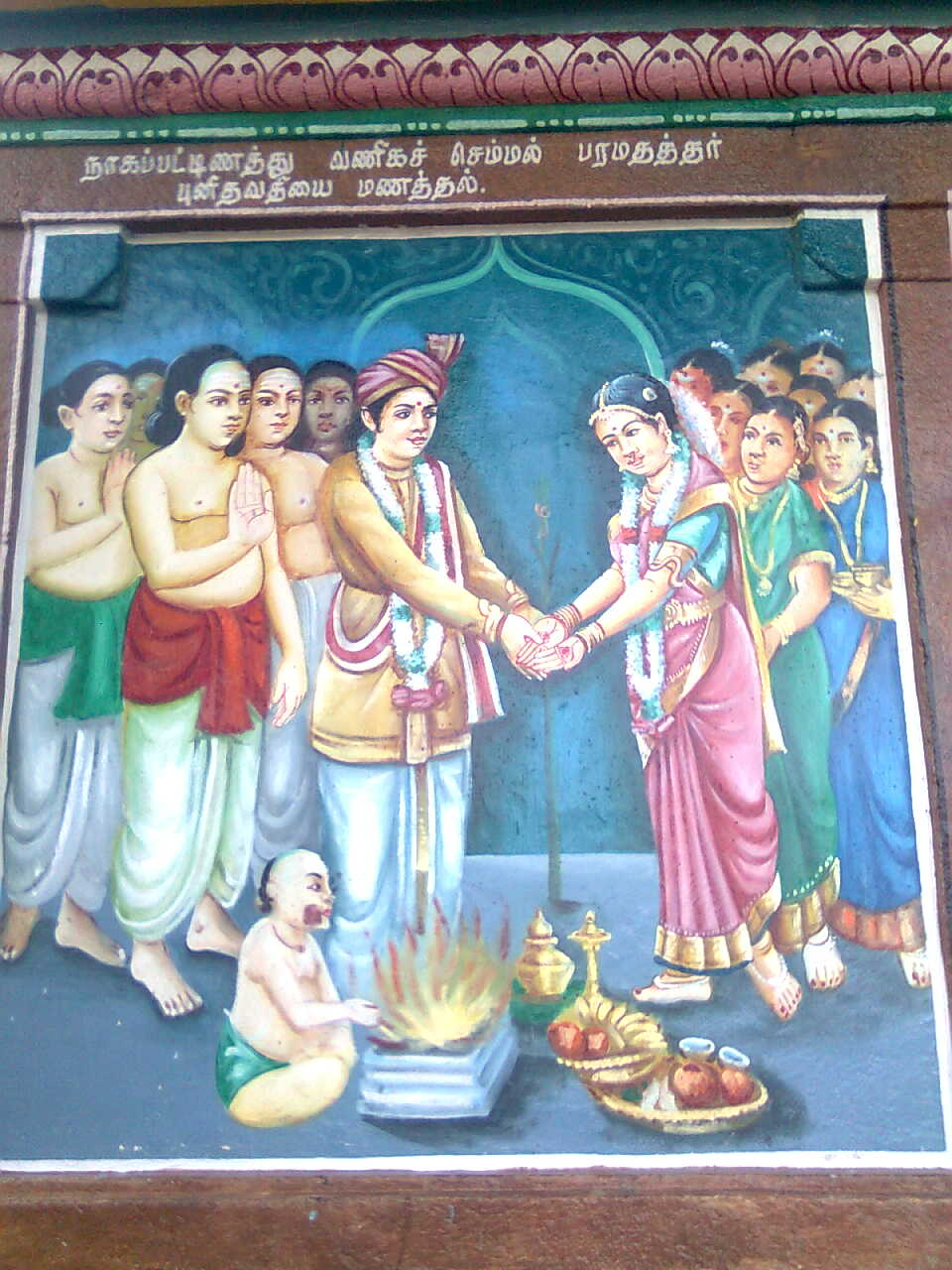
Pounidavady épousant Paramadutta
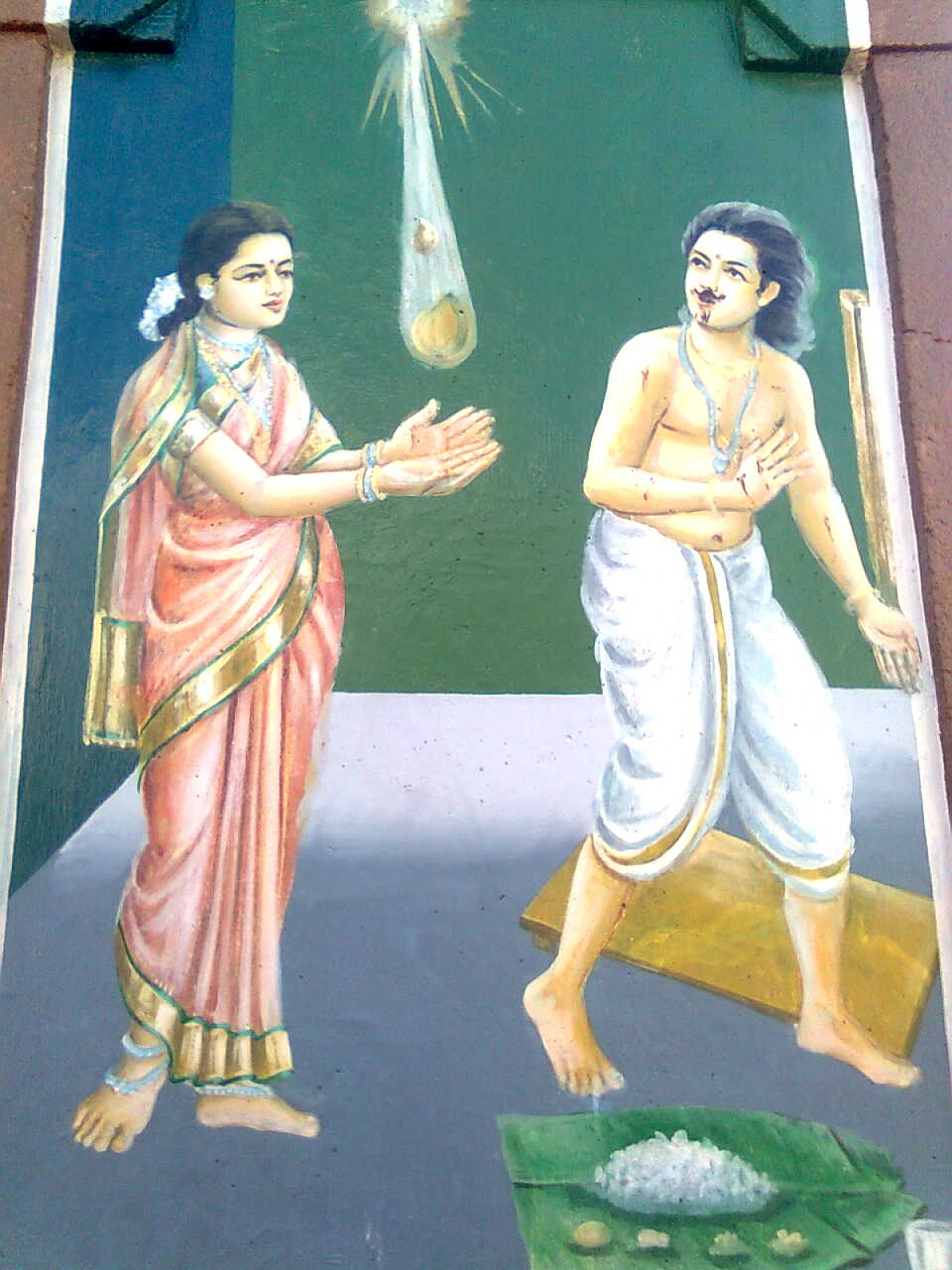
Pounidavady recevant une deuxième mangue miraculeuse
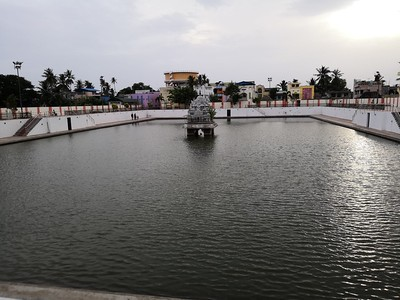
Le Chandra Teertham, bassin situé aux abords du temple d'Ammaiyar